# Casteil
Casteil je francouzská obec v pyrenejském masivu Canigou ve departementu Pyrénées-Orientales.
Nedaleko malé vsi vede turistická cesta GR10, leží zde románský klášter Saint-Martin-du-Canigou a zrekonstruovaná strážní věž Tour de Goa z 12. století na východním hřebenu Canigou.

## Geografie

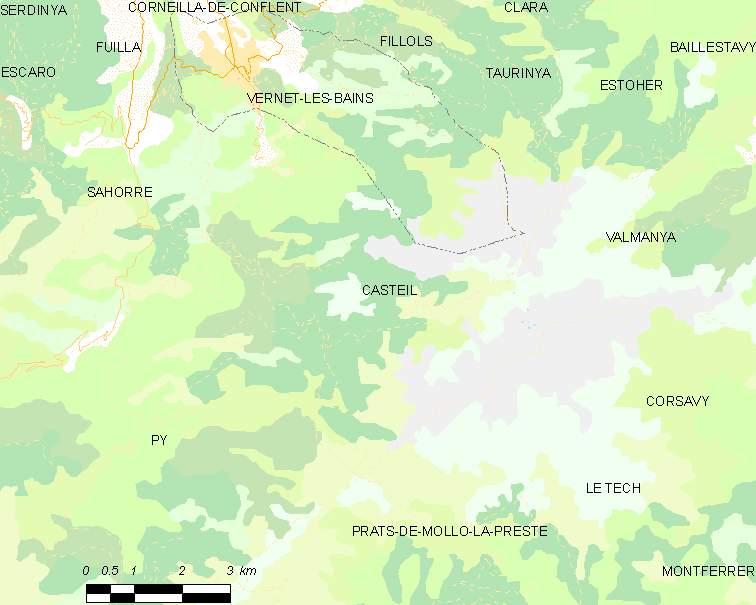